# دنیل امپریال
دنیل امپریال (انگلیسی: Daniel Imperiale؛ زادهٔ ۲۲ آوریل ۱۹۸۸) بازیکن فوتبال اهل آرژانتین است.
از باشگاه‌هایی که در آن بازی کرده‌است می‌توان به باشگاه فوتبال اتلتیکو تیگره اشاره کرد.